# Marko Rudić
Marko Rudić (ur. 17 stycznia 1990 w Sarajewie) – bośniacki narciarz alpejski, olimpijczyk.

## Kariera
Marko Rudić dwukrotnie uczestniczył na zimowych igrzyskach olimpijskich (2010 i 2014). Podczas swoich pierwszych igrzysk, w 2010 wziął udział w dwóch konkurencjach narciarstwa alpejskiego: slalomu, gdzie osiągnął 36. miejsce, oraz slalomu giganta, gdzie osiągnął 58. miejsce. Podczas kolejnych igrzysk, w 2014 Rudić uczestniczył w dwóch konkurencjach narciarstwa alpejskiego: slalomu, gdzie nie udało mu się ukończyć konkurencji, oraz slalomu giganta, gdzie uzyskał 49. miejsce.